# The Crown
 Denne artikel omhandler bandet The Crown. Opslagsordet har også en anden betydning, se The Crown (tv-serie).
The Crown var et døds/thrash metal-band der blev stiftet i 1990 i Trollhättan, Sverige. Bandet hed originalt Crown of Thorns men blev tvunget til at skifte navn da der allerede var et andet band med navnet. Bandets sangtekster var meget inspireret af død, anti-religion og satan De var kendt for at blande elementer fra thrash metal med dødsmetal. The Crown blev opløst i 2004. Derefter stiftede Lindstrand bandet One Man Army and the Undead Quartet mens Tervonen stiftede Angel Blake som var navngivet efter en sang af Danzig.

## Medlemmer

### Den sidste line-up
- Johan Lindstrand – Vokal (1990-2001, 2002-2004)
- Marko Tervonen – Guitar (1990-2004)
- Marcus Sunesson – Guitar (1993-2004)
- Magnus Olsfelt – Bas (1990-2004)
- Janne Saarenpää – Trommer (1990-2004)

### Forrige medlemmer
- Robert Österberg – Guitar (1990-1993)
- Tomas Lindberg – Vokal (2001-2002)

## Diskografi

### Demoer
- Forever Heaven Gone – (1993)
- Forget the Light – (1994)

### Album
- The Burning – (1995 som Crown of Thorns)
- Eternal Death – (1997 som Crown of Thorns)
- Hell is Here – (1999)
- Deathrace King – (2000)
- Crowned in Terror – (2002)
- Possessed 13 – (2003)
- Crowned Unholy – (2004)
- The Burning – (2005)
- Eternal Death – (2005)
- Doomsday King – (2010)
- Death Is Not Dead – (2015)
- Cobra Speed Venom – (2018)